# Sisley
Sisley – francuska wytwórnia kosmetyków, założona w 1975 przez małżonków Huberta i Izabelę z Potockich hr. d’Ornano (udziałowców firmy Orlane, wykupionej  w 1985, po śmierci założyciela Guillaume’a d’Ornano, przez międzynarodową grupę Kelemata).
Historia i polityka produkcji firmy Sisley (nazwanej tak na cześć malarza impresjonisty Alfreda Sisleya, słynącego z delikatnych kolorów), wiąże się ściśle z firmą macierzystą Jean d'Albret. Założona została w 1946 przez hr. Wilhelma d’Ornano i jego synów Huberta i Michaela, rok później rozszerzona o siostrzaną kompanię Orlane, nazwaną tak dla uczczenia jednej z bohaterek powieści Marcela Prousta „W poszukiwaniu straconego czasu”. Firma Orlane, jedna z pierwszych  na rynku kosmetycznym, stosowała w produkcji naturalne, biologiczne składniki, takie jak olej z rekina czy mleczko pszczele. Produkty Orlane były i są bardzo ekskluzywne i drogie np. wylansowany w roku 1968 krem B21 zawierający aminokwasy kosztował wówczas 190 franków (ok. $ 50.00), na owe czasy ok. 1/5 przeciętnej pensji miesięcznej. Był wówczas najdroższym kremem na świecie.
Według stanu na rok 2006 ceny niektórych produktów firmy Sisley, kontynuującej orlanowską tradycję ekskluzywnych i drogich kosmetyków tworzonych na bazie ekologicznej, przedstawiały się w dolarach amerykańskich następująco: Eau de Campagne (dla mężczyzn), przeciętna cena za 4,2 oz (uncji) – $ 60.00; Body Lotion Eau de Campagne Fluide Corps – $55.00; Eau de Campagne Cologne (dla obu płci, 4,1 oz) – $ 48.00; Sisley Skincare Ecological Compound (dla kobiet) – $ 144.85; sławne perfumy Eau du Soir (dla kobiet), 3,4 oz – $ 130.00; Botanical Facial Sun Cream (dla kobiet) – $ 150.00; Sisleya Global Anti-Age Cream – $ 256.00; Essential Day Care (dla kobiet) – $ 282.10.